# Asuka FC
Der Asuka Football Club (jap. 飛鳥フットボールクラブ) ist ein japanischer Fußballverein aus Kashihara in der Präfektur Nara. Der Verein spielt ab 2025 in der vierten japanischen Liga, der Japan Football League.

## Erfolge
- Regionalliga Finalrunde: 2024  ▲
- Kansai Soccer League (Div.1): 2024

## Namenshistorie
- 1979: Gründung als Kashihara Football Club
- 1993: Umbenennung in Unebi Football Club
- 2003: Umbenennung in Porvenir Kashihara
- 2018: Umbenennung in Porvenir Asuka
- 2022: Umbenennung in Asuka Football Club

## Stadion
Der Verein trägt seine Heimspiel im Kashihara Public Garden Nara Prefectural Stadium in Kashihara aus. Das Stadion hat ein Fassungsvermögen von 5000 Personen.

## Saisonplatzierung
| Saison              | Liga                         | Platz              | Kaiserpokal        |
| Porvenir Kashihara  | Porvenir Kashihara           | Porvenir Kashihara | Porvenir Kashihara |
| ------------------- | ---------------------------- | ------------------ | ------------------ |
| 2003                | Nara Football League (Div 1) | 1.                 |                    |
| 2004                | Nara Football League (Div 1) | 4.                 |                    |
| 2005                | Nara Football League (Div 1) | 4.                 |                    |
| 2006                | Nara Football League (Div 1) | 2.                 |                    |
| 2007                | Nara Football League (Div 1) | 1.                 |                    |
| 2008                | Nara Football League (Div 1) | 3.                 |                    |
| 2009                | Nara Football League (Div 1) | 5.                 |                    |
| 2010                | Nara Football League (Div 1) | 2.                 |                    |
| 2011                | Nara Football League (Div 1) | 5.                 |                    |
| 2012                | Nara Football League (Div 1) | 3.                 |                    |
| 2013                | Nara Football League (Div 1) | 9.                 |                    |
| 2014                | Nara Football League (Div 1) | 10.                |                    |
| 2015                | Nara Football League (Div 1) | 8.                 |                    |
| 2016                | Nara Football League (Div 1) | 5.                 |                    |
| 2017                | Nara Football League (Div 1) | 1.                 |                    |
| Porvenir Asuka      |                              |                    |                    |
| 2018                | Kansai Soccer League (Div 2) | 3.                 |                    |
| 2019                | Kansai Soccer League (Div 2) | 2.                 |                    |
| 2020                | Kansai Soccer League (Div 1) | 7.                 |                    |
| 2021                | Kansai Soccer League (Div 1) | 3.                 | 1. Runde           |
| Asuka Football Club |                              |                    |                    |
| 2022                | Kansai Soccer League (Div 1) | 2.                 |                    |
| 2023                | Kansai Soccer League (Div 1) | 5.                 |                    |
| 2024                | Kansai Soccer League (Div 1) | 1.                 |                    |
| 2025                | Japan Football League        |                    |                    |

## Trainer
| Trainer        | Nation | von             | bis             |
| -------------- | ------ | --------------- | --------------- |
| Naruyuki Naitō | Japan  | 1. Februar 2020 | 31. Januar 2021 |
| Naohiko Minobe | Japan  | 1. Februar 2021 |                 |

## Aktueller Kader
Stand: 2. März 2025
| Nr. |       | Position | Name              |
| --- | ----- | -------- | ----------------- |
| 1   | Japan | TW       | Sotaro Maruyama   |
| 2   | Japan | AB       | Kazuki Shinohara  |
| 3   | Japan | AB       | Shōki Ōhara       |
| 4   | Japan | AB       | Tsuyoshi Fujitake |
| 5   | Japan | MF       | Kanta Kokura      |
| 6   | Japan | AB       | Koki Okura        |
| 7   | Japan | MF       | Sasuga Kiyokawa   |
| 8   | Japan | MF       | Toshiki Onozawa   |
| 9   | Japan | ST       | Hiryu Okuda       |
| 10  | Japan | MF       | Yu Takiue         |
| 11  | Japan | MF       | Shoma Tanaka      |
| 13  | Japan | AB       | Kodai Uryu        |
| 14  | Japan | AB       | Kyohei Ozasa      |
| 15  | Japan | ST       | Kaoru Nonaka      |
| 16  | Japan | AB       | Ryosuke Oshima    |

| Nr. |       | Position | Name             |
| --- | ----- | -------- | ---------------- |
| 17  | Japan | MF       | Ryosuke Iguchi   |
| 18  | Japan | MF       | Ryo Ozaki        |
| 19  | Japan | ST       | Taisei Komoto    |
| 20  | Japan | MF       | Daia Kitada      |
| 21  | Japan | AB       | Tomoyasu Yoshida |
| 22  | Japan | AB       | Kazunari Ishida  |
| 23  | Japan | MF       | Tomoya Seki      |
| 24  | Japan | AB       | Ran Fujii        |
| 25  | Japan | AB       | Akihiro Kawasaki |
| 26  | Japan | MF       | Sho Horino       |
| 27  | Japan | MF       | Kota Sasaki      |
| 28  | Japan | TW       | Ryo Momoi        |
| 29  | Japan | MF       | Yusuke Umekita   |
| 31  | Japan | TW       | Shota Nakano     |
| 36  | Japan | ST       | Takato Nakai     |